# Musculus obturatorius internus
De musculus obturatorius internus of binnenste sluitbandspier is een korte diepgelegen spier in het bekken, die van het schaambeen naar het dijbeen loopt. De musculus obturatorius internus helpt bij de laterale rotatie van de heup en het ondersteunen van het heupgewricht in de kom kom.
Evenhoevigen hebben geen musculus obturatorius internus.

## Afbeeldingen

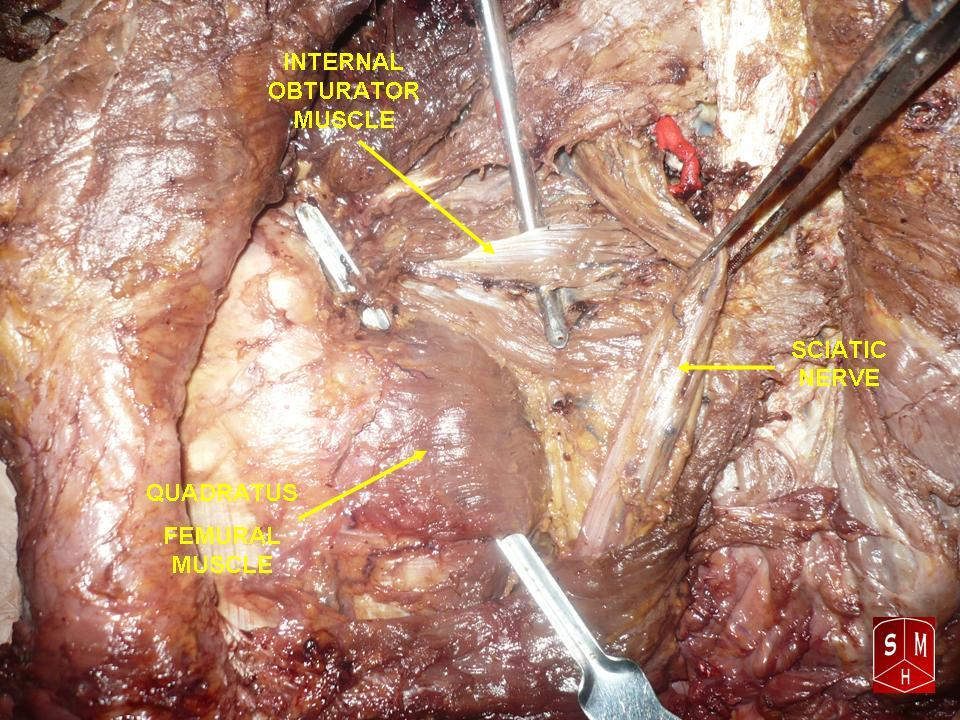
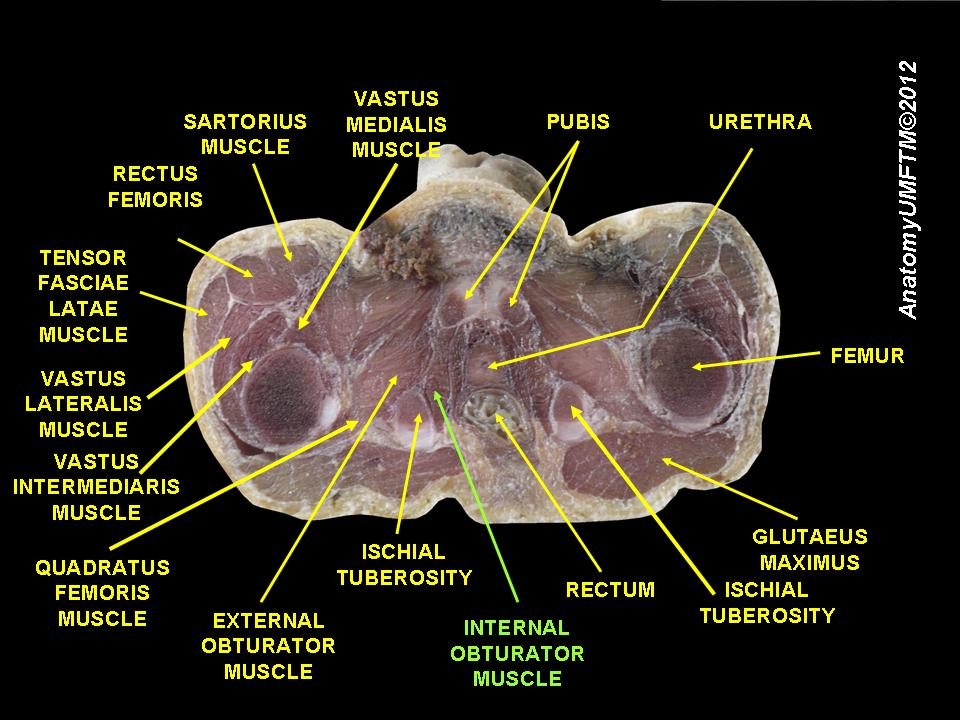